# Estrella variable ZZ Ceti
Las estrellas variables ZZ Ceti son una clase de estrellas variables denominadas así por la estrella ZZ Ceti, situada en la constelación de Cetus.
Las variables ZZ Ceti son enanas blancas que muestran pulsaciones no radiales, presentando cambios de brillo con un período comprendido entre 30 segundos y 25 minutos, y una amplitud de 0,001 a 0,2 magnitudes. Esta clase de enanas blancas poseen una atmósfera estelar con predominio de hidrógeno y una temperatura efectiva entre 12.500 y 11.100 K. Por esta razón las estrellas ZZ Ceti son también llamadas estrellas DAV, pp. 891, 895. dado que su tipo espectral es DA y su espectro muestra únicamente líneas de absorción de hidrógeno. HL Tau 76, la primera enana blanca variable descubierta, pertenece a este grupo.